# Grand Prix Formule 1 van Italië 2015
De Grand Prix Formule 1 van Italië 2015 werd gehouden op 6 september 2015 op het Autodromo Nazionale Monza. Het was de twaalfde race van het kampioenschap.

## Wedstrijdverslag

### Kwalificatie
Lewis Hamilton behaalde voor Mercedes zijn elfde pole position van het jaar en zijn zevende op een rij. Het Ferrari-duo Kimi Räikkönen en Sebastian Vettel kwalificeerde zich als tweede en derde, voor de andere Mercedes van Nico Rosberg. De Williams-coureurs Felipe Massa en Valtteri Bottas kwalificeerden zich als vijfde en zesde. Sergio Pérez zette voor Force India de zevende tijd neer, voor de Lotus van Romain Grosjean, teamgenoot Nico Hülkenberg en de Sauber van Marcus Ericsson, die de top 10 afsloot.
Na afloop van de kwalificatie moesten McLaren-coureurs Fernando Alonso en Jenson Button respectievelijk tien en vijf startplaatsen inleveren omdat bij beiden één onderdeel van de motor werd vervangen. Voor Alonso was het de eerste keer dat er een negende component van de motor vervangen werd en hij kreeg hiervoor tien plaatsen straf, terwijl aan de auto van Button tijdens de vorige race voor de eerste keer een negende component vervangen werd. Ook het Red Bull-duo Daniel Ricciardo en Daniil Kvjat kregen respectievelijk 25 en 15 plaatsen straf. Aan de auto van Ricciardo werden vier nieuwe motoronderdelen gemonteerd, terwijl het bij de auto van Kvjat drie onderdelen betrof. Beide Toro Rosso-coureurs, Max Verstappen en Carlos Sainz jr., kregen eveneens straffen voor het wisselen van verschillende motoronderdelen aan de auto, waardoor Verstappen 20 en Sainz 25 plaatsen straf kreeg. Daarnaast kreeg Verstappen ook een drive-through penalty die hij binnen de eerste drie ronden van de race in moest inlossen omdat tijdens de kwalificatie de enginecover van zijn auto losliet. Marcus Ericsson kreeg ook drie plaatsen straf voor het ophouden van Nico Hülkenberg tijdens het eerste deel van de kwalificatie.

### Race
De race werd gewonnen door Lewis Hamilton, die naast de pole position en de overwinning ook de snelste ronde neerzette en elke ronde aan de leiding reed. Sebastian Vettel werd in zijn eerste Italiaanse Grand Prix voor Ferrari tweede. De Williams-coureurs Felipe Massa en Valtteri Bottas werden derde en vierde, nadat Nico Rosberg drie ronden voor de finish stil kwam te staan met een kapotte motor. Kimi Räikkönen werd vijfde nadat hij een slechte start maakte waardoor hij naar de laatste plaats terugviel. De Force India's van Sergio Pérez en Nico Hülkenberg werden zesde en zevende. Daniel Ricciardo werd achtste nadat hij vlak voor de finish Marcus Ericcson had ingehaald. Het laatste punt was voor Daniil Kvjat op de tiende plaats.

## Vrije trainingen
- Er wordt enkel de top 5 weergegeven.

| Vrije training 1 | Pos | No | Coureur          | Constructeur         | Tijd     |
| ---------------- | --- | -- | ---------------- | -------------------- | -------- |
| Vrije training 1 | 1   | 44 | Lewis Hamilton   | Mercedes             | 1:24.670 |
| Vrije training 1 | 2   | 6  | Nico Rosberg     | Mercedes             | 1:25.133 |
| Vrije training 1 | 3   | 5  | Sebastian Vettel | Ferrari              | 1:26.258 |
| Vrije training 1 | 4   | 27 | Nico Hülkenberg  | Force India-Mercedes | 1:26.612 |
| Vrije training 1 | 5   | 11 | Sergio Pérez     | Force India-Mercedes | 1:26.730 |
| Vrije training 2 | Pos | No | Coureur          | Constructeur         | Tijd     |
| Vrije training 2 | 1   | 44 | Lewis Hamilton   | Mercedes             | 1:24.279 |
| Vrije training 2 | 2   | 6  | Nico Rosberg     | Mercedes             | 1:24.300 |
| Vrije training 2 | 3   | 5  | Sebastian Vettel | Ferrari              | 1:25.038 |
| Vrije training 2 | 4   | 11 | Sergio Pérez     | Force India-Mercedes | 1:25.278 |
| Vrije training 2 | 5   | 27 | Nico Hülkenberg  | Force India-Mercedes | 1:25.325 |
| Vrije training 3 | Pos | No | Coureur          | Constructeur         | Tijd     |
| Vrije training 3 | 1   | 44 | Lewis Hamilton   | Mercedes             | 1:24.544 |
| Vrije training 3 | 2   | 5  | Sebastian Vettel | Ferrari              | 1:24.808 |
| Vrije training 3 | 3   | 6  | Nico Rosberg     | Mercedes             | 1:24.843 |
| Vrije training 3 | 4   | 77 | Valtteri Bottas  | Williams-Mercedes    | 1:24.946 |
| Vrije training 3 | 5   | 19 | Felipe Massa     | Williams-Mercedes    | 1:25.165 |

Testcoureurs:
 Jolyon Palmer (Lotus-Mercedes, P15)

## Kwalificatie
| Pos                 | No | Coureur          | Constructeur         | Q1        | Q2        | Q3       | Grid |
| ------------------- | -- | ---------------- | -------------------- | --------- | --------- | -------- | ---- |
| 1                   | 44 | Lewis Hamilton   | Mercedes             | 1:24.251  | 1:23.383  | 1:23.397 | 1    |
| 2                   | 7  | Kimi Räikkönen   | Ferrari              | 1:24.662  | 1:23.757  | 1:23.631 | 2    |
| 3                   | 5  | Sebastian Vettel | Ferrari              | 1:24.989  | 1:23.577  | 1:23.685 | 3    |
| 4                   | 6  | Nico Rosberg     | Mercedes             | 1:24.609  | 1:23.864  | 1:23.703 | 4    |
| 5                   | 19 | Felipe Massa     | Williams-Mercedes    | 1:25.184  | 1:23.983  | 1:23.940 | 5    |
| 6                   | 77 | Valtteri Bottas  | Williams-Mercedes    | 1:24.979  | 1:24.313  | 1:24.127 | 6    |
| 7                   | 11 | Sergio Pérez     | Force India-Mercedes | 1:24.801  | 1:24.379  | 1:24.626 | 7    |
| 8                   | 8  | Romain Grosjean  | Lotus-Mercedes       | 1:25.144  | 1:24.448  | 1:25.054 | 8    |
| 9                   | 27 | Nico Hülkenberg  | Force India-Mercedes | 1:24.937  | 1:24.510  | 1:25.317 | 9    |
| 10                  | 9  | Marcus Ericsson  | Sauber-Ferrari       | 1:25.122  | 1:24.457  | 1:26.214 | 12   |
| 11                  | 13 | Pastor Maldonado | Lotus-Mercedes       | 1:25.429  | 1:24.525  |          | 10   |
| 12                  | 12 | Felipe Nasr      | Sauber-Ferrari       | 1:25.121  | 1:24.898  |          | 11   |
| 13                  | 55 | Carlos Sainz jr. | Toro Rosso-Renault   | 1:25.410  | 1:25.618  |          | 17   |
| 14                  | 26 | Daniil Kvjat     | Red Bull-Renault     | 1:25.742  | 1:25.796  |          | 18   |
| 15                  | 3  | Daniel Ricciardo | Red Bull-Renault     | 1:25.633  | geen tijd |          | 19   |
| 16                  | 22 | Jenson Button    | McLaren-Honda        | 1:26.058  |           |          | 15   |
| 17                  | 14 | Fernando Alonso  | McLaren-Honda        | 1:26.154  |           |          | 16   |
| 18                  | 28 | Will Stevens     | Marussia-Ferrari     | 1:27.731  |           |          | 13   |
| 19                  | 98 | Roberto Merhi    | Marussia-Ferrari     | 1:27.912  |           |          | 14   |
| 107% tijd: 1:30.148 |    |                  |                      |           |           |          |      |
| 20                  | 33 | Max Verstappen   | Toro Rosso-Renault   | geen tijd |           |          | 20   |

## Race
| Pos | No | Coureur          | Constructeur         | Rondes | Tijd/Oorzaak uitval | Grid | Punten |
| --- | -- | ---------------- | -------------------- | ------ | ------------------- | ---- | ------ |
| 1   | 44 | Lewis Hamilton   | Mercedes             | 53     | 1:18.00.688         | 1    | 25     |
| 2   | 5  | Sebastian Vettel | Ferrari              | 53     | +25.042             | 3    | 18     |
| 3   | 19 | Felipe Massa     | Williams-Mercedes    | 53     | +47.635             | 5    | 15     |
| 4   | 77 | Valtteri Bottas  | Williams-Mercedes    | 53     | +47.996             | 6    | 12     |
| 5   | 7  | Kimi Räikkönen   | Ferrari              | 53     | +1:08.860           | 2    | 10     |
| 6   | 11 | Sergio Pérez     | Force India-Mercedes | 53     | +1:12.783           | 7    | 8      |
| 7   | 27 | Nico Hülkenberg  | Force India-Mercedes | 52     | +1 ronde            | 9    | 6      |
| 8   | 3  | Daniel Ricciardo | Red Bull-Renault     | 52     | +1 ronde            | 19   | 4      |
| 9   | 9  | Marcus Ericsson  | Sauber-Ferrari       | 52     | +1 ronde            | 12   | 2      |
| 10  | 26 | Daniil Kvjat     | Red Bull-Renault     | 52     | +1 ronde            | 18   | 1      |
| 11  | 55 | Carlos Sainz jr. | Toro Rosso-Renault   | 52     | +1 ronde            | 17   |        |
| 12  | 33 | Max Verstappen   | Toro Rosso-Renault   | 52     | +1 ronde            | 20   |        |
| 13  | 12 | Felipe Nasr      | Sauber-Ferrari       | 52     | +1 ronde            | 11   |        |
| 14  | 22 | Jenson Button    | McLaren-Honda        | 52     | +1 ronde            | 15   |        |
| 15  | 28 | Will Stevens     | Marussia-Ferrari     | 51     | +2 ronden           | 13   |        |
| 16  | 98 | Roberto Merhi    | Marussia-Ferrari     | 51     | +2 ronden           | 14   |        |
| 17  | 6  | Nico Rosberg     | Mercedes             | 50     | Motor               | 4    |        |
| 18† | 14 | Fernando Alonso  | McLaren-Honda        | 47     |                     | 16   |        |
| DNF | 8  | Romain Grosjean  | Lotus-Mercedes       | 1      | Schade botsing      | 8    |        |
| DNF | 13 | Pastor Maldonado | Lotus-Mercedes       | 1      | Schade botsing      | 10   |        |

† Fernando Alonso (Team McLaren) slaagde er niet in de race uit te rijden, maar werd geklasseerd omdat hij meer dan 90% van de raceafstand aflegde.

## Tussenstanden na de Grand Prix

### Coureurs
| Positie | Nummer | Rijder           | Team              | Punten |
| ------- | ------ | ---------------- | ----------------- | ------ |
| 1       | 44     | Lewis Hamilton   | Mercedes          | 252    |
| 2       | 6      | Nico Rosberg     | Mercedes          | 199    |
| 3       | 5      | Sebastian Vettel | Ferrari           | 178    |
| 4       | 19     | Felipe Massa     | Williams-Mercedes | 97     |
| 5       | 7      | Kimi Räikkönen   | Ferrari           | 92     |

### Constructeurs
| Positie | Team                 | Punten |
| ------- | -------------------- | ------ |
| 1       | Mercedes             | 451    |
| 2       | Ferrari              | 270    |
| 3       | Williams-Mercedes    | 188    |
| 4       | Red Bull-Renault     | 113    |
| 5       | Force India-Mercedes | 63     |